# Sandusky South
Sandusky South é uma Região censo-designada localizada no estado norte-americano de Ohio, no Condado de Erie.

## Demografia
Segundo o censo norte-americano de 2000, a sua população era de 6599 habitantes.

## Geografia
De acordo com o United States Census Bureau tem uma área de
11,1 km², dos quais 11,0 km² cobertos por terra e 0,1 km² cobertos por água.

## Localidades na vizinhança
O diagrama seguinte representa as localidades num raio de 16 km ao redor de Sandusky South.